# Алан (лунный кратер)
Кратер Алан (лат. Alan) — маленький ударный кратер на видимой стороне Луны, входящий в состав цепочки кратеров Дэви на восточной окраине Моря Облаков. Название дано по кельтскому мужскому имени, утверждено Международным астрономическим союзом в 1976 г.

## Описание кратера
В цепочку кратеров Дэви входят также кратеры Делия, Присцилла, Сузан, Осман и Гарольд. Кроме этого ближайшими соседями кратера являются кратер Пализа на севере; кратер Птолемей на северо-востоке; кратер Альфонс на юго-востоке; кратер Дэви на юго-западе. Селенографические координаты центра кратера 10°56′ ю. ш. 6°10′ з. д. / 10,93° ю. ш. 6,17° з. д., диаметр 1,4 км, глубина 0,36 км.
Кратер имеет почти правильную циркулярную чашеобразную форму. Юго-западный и северо-восточный участки вала спрямлены соседними импактами. Высота вала над окружающей местностью составляет 70 м, объём кратера приблизительно 0,32 км³.

## Сателлитные кратеры
Отсутствуют.